# Macroteleia grandis
Macroteleia grandis är en stekelart som beskrevs av Muesebeck 1977. Macroteleia grandis ingår i släktet Macroteleia och familjen Scelionidae. Inga underarter finns listade i Catalogue of Life.